# Kaskádie

Zeleně vyznačena Kaskádie v politickém smyslu, tečkovaná čára je hranicí Kaskádie jako geografického regionu

Kaskádie (Cascadia) je navrhovaný státní útvar, který by byl v budoucnosti vytvořen spojením amerických států Oregon a Washington a kanadské provincie Britská Kolumbie. Název pochází od Kaskádového pohoří, které zaujímá většinu regionu. Nezávislá Kaskádie by měla rozlohu 1 384 588 km² a něco přes patnáct milionů obyvatel. Zastánci nezávislosti poukazují na historická a kulturní specifika regionu a na potřebu chránit zdejší unikátní přírodní dědictví (na území hypotetické Kaskádie se odehrává kniha Ecotopia: The Notebooks and Reports of William Weston), jejich hnutí má však spíše utopistický až recesistický charakter a neusiluje v dohledné době o změnu politického statutu oblasti.

## Navrhované symboly
Bylo navrženo několik variant vlajek Kaskádie.